# Sais-tu pourquoi je saute ? (film, 2020)
Pour le livre, voir Sais-tu pourquoi je saute ?.
Pour plus de détails, voir Fiche technique et Distribution.
Sais-tu pourquoi je saute ? (The Reason I Jump) est un film documentaire américano-britannique réalisé par Jerry Rothwell, sorti en 2020. Il s'agit de l'adaptation du livre homonyme (自閉症の僕が跳びはねる理由～会話のできない中学生がつづる内なる心～) de Naoki Higashida (ja) (2005), traitant de différentes expériences d'individus muets et autistes à travers le monde.
Il est sélectionné et présenté en « World Cinema Documentary Competition », le 25 janvier 2020, au Festival du film de Sundance.

## Fiche technique
Sauf indication contraire, les informations mentionnées dans cette section peuvent être confirmées par la base de données cinématographiques IMDb,  présente dans la section « Liens externes ».
- Titre original : The Reason I Jump
- Titre français : Sais-tu pourquoi je saute ?
- Réalisation : Jerry Rothwell
- Scénario : Naoki Higashida (ja), d'après son livre du même titre (2005)
- Musique : Nainita Desai
- Photographie : Ruben Woodin Dechamps
- Montage : David Charap
- Production : Jeremy Dear, Stevie Lee et Al Morrow
- Déléguée production : Jody Allen, Paul Allen, Rocky Collins, Lizzie Francke, Jannat Gargi, Ruth Johnston, Stewart Le Marechal, Al Morrow, Jonny Persey, Carole Tomko et Peter Webber
- Coproduction : Sam Payne
- Sociétés de production : British Film Institute, Met Film Production, Runaway Fridge Production, The Ideas Room et Vulcan Productions[1]
- Sociétés de distribution : Picturehouse Entertainment (Royaume-Uni), Kino Lorber (États-Unis) et L'Atelier Distribution (France)
- Pays de production :   États-Unis /  Royaume-Uni
- Langue originale : anglais
- Format : couleur
- Genres : documentaire, drame
- Durée : 82 minutes
- Dates de sortie :
  - États-Unis : 25 janvier 2020 (avant-première au Festival du film de Sundance)[2] ; 8 janvier 2021 (sortie nationale)
  - Royaume-Uni : 18 juin 2021
  - France : 6 avril 2022

## Production

### Tournage
Le tournage a lieu au comté d'Arlington en Virginie aux États-Unis, à Noida en Uttar Pradesh en Inde, à la Sierra Leone en Afrique de l'Ouest et à Broadstairs en Kent au Royaume-Uni.

### Musique
La musique du film est composée par Nainita Desai. La bande originale sort le 9 avril 2021, de chez Mercury Classics, comprenant 16 morceaux :
1. Time has no Boundaries (2:23)
2. Beauty is in the Detail (2:40)
3. I, Too, Exist (3:51)
4. Floating into Focus (3:01)
5. Shaking The Ropes Loose (1:24)
6. Memories and Images (1:27)
7. Outside The Flow ff Time (2:27)
8. Drowning in a Sea of Words (3:04)
9. The Reason I Jump (3:32)
10. Green Boxes (1:44)
11. The Prettiness of a Dandelion (2:08)
12. Imaginings (1:48)
13. Forever Swaying (3:06)
14. Permission to be Alive (1:42)
15. Faulty Robot (1:34)
16. The Sensory World (3:54)

## Accueil

### Festival et sorties
Ce film documentaire est sélectionné et présenté, le 25 janvier 2020, au Festival du film de Sundance, avant sa sortie nationale prévue le 8 janvier 2021, aux États-Unis. Au Royaume-Uni, il sort le 18 juin 2021.
En France, il sortira le 6 avril 2022.

### Critiques
Ce film documentaire reçoit des critiques positifs. Fionnula Halligan de Screen Daily déclare que « The Reason I Jump changera la manière dont nous pensons, et combien de films comme celui-ci puissent dire ça ? » (« The Reason I Jump will change how you think, and how many films can say that? »). Leslie Fleperin de The Hollywood Reporter dit que ce documentaire est « une alchimie d'œuvre cinématographique » (« a work of cinematic alchemy »). Guy Lodge de Variety recommande le film qui transforme le livre original en « documentaire inventif et sensuel digne de sa source » (« an inventive, sensuous documentary worthy of its source »).